# Émile Rousseau (chanteur)
Pour les articles homonymes, voir Émile Rousseau et Rousseau.
Répertoire
Opéra et Opéra-comique
Émile Rousseau, né à Fleury-les-Aubrais, dans le département du Loiret, en région Centre-Val de Loire, le 31 août 1899, et mort à Lamotte-Beuvron, dans le département de Loir-et-Cher en région Centre-Val de Loire, le 19 mars 1979, est un artiste lyrique baryton français. Son père Émile Désiré Rousseau était boulanger et sa mère Marie Onézine Charlotte Sébastien, sans profession.

## Carrière
Son talent de chanteur se manifeste très tôt notamment à la maîtrise de l'église Saint-Paterne d'Orléans puis à celle de la cathédrale Sainte-Croix d'Orléans. Il y rencontre le ténor Eric Audoin auprès duquel il prend ses 1ers cours de chant. Il est mobilisé en 1918, puis démobilisé en 1921 (avec le grade de brigadier fourrier).
Parallèlement à ses études de chant, il travaille en usine dans la banlieue parisienne.
Il épouse, le 11 avril 1921 à Paris, Marthe Rachel Blanche Duval, dont il aura deux enfants.
Il est admis au Conservatoire national supérieur de musique et de danse de Paris où il obtient le 1er Prix en 1923.
La même année, il entre comme soliste à l'Opéra-Comique où il restera jusqu'en 1965. Il y débute dans l'opéra La Bohème de Giacomo Puccini.
Il enregistre la chanson du film de René Clair « À nous la liberté » de Georges Auric en 1932.
On l'entend régulièrement sur les ondes de Radio-Paris, boulevard Haussmann.
Il est rappelé sous les drapeaux en septembre 1939 et obtient le grade de maréchal des logis chef. Il est démobilisé le 1er août 1940. Il se produit régulièrement au bénéfice des prisonniers de guerre.
Il est nommé co-directeur de l'Opéra-Comique en 1945.
Le 7 janvier 1946, il divorce d'avec Marthe Duval et épouse, le 30 juillet 1946 à Orléans, Paulette Marguerite Veau.
Il se produit notamment dans:
- Le Barbier de Séville (Rossini) (1945 et 1956)
- Le Pré aux clercs (opéra-comique) de Ferdinand Hérold
- Rip de Robert Planquette
- Pelléas et Mélisande (opéra) de Claude Debussy (1942 et 1954)
- Les Mamelles de Tirésias (opéra bouffe) de Francis Poulenc (en 1954)
- Les Noces de Figaro de Wolfgang Amadeus Mozart (en 1954 et 1956)
- Les Mousquetaires au couvent de Louis Varney

et participe à 25 créations.
Il participe à de nombreuses tournées à l'étranger, notamment en Tchécoslovaquie et se produit aux concerts Colonne, Lamoureux et Pasdeloup.

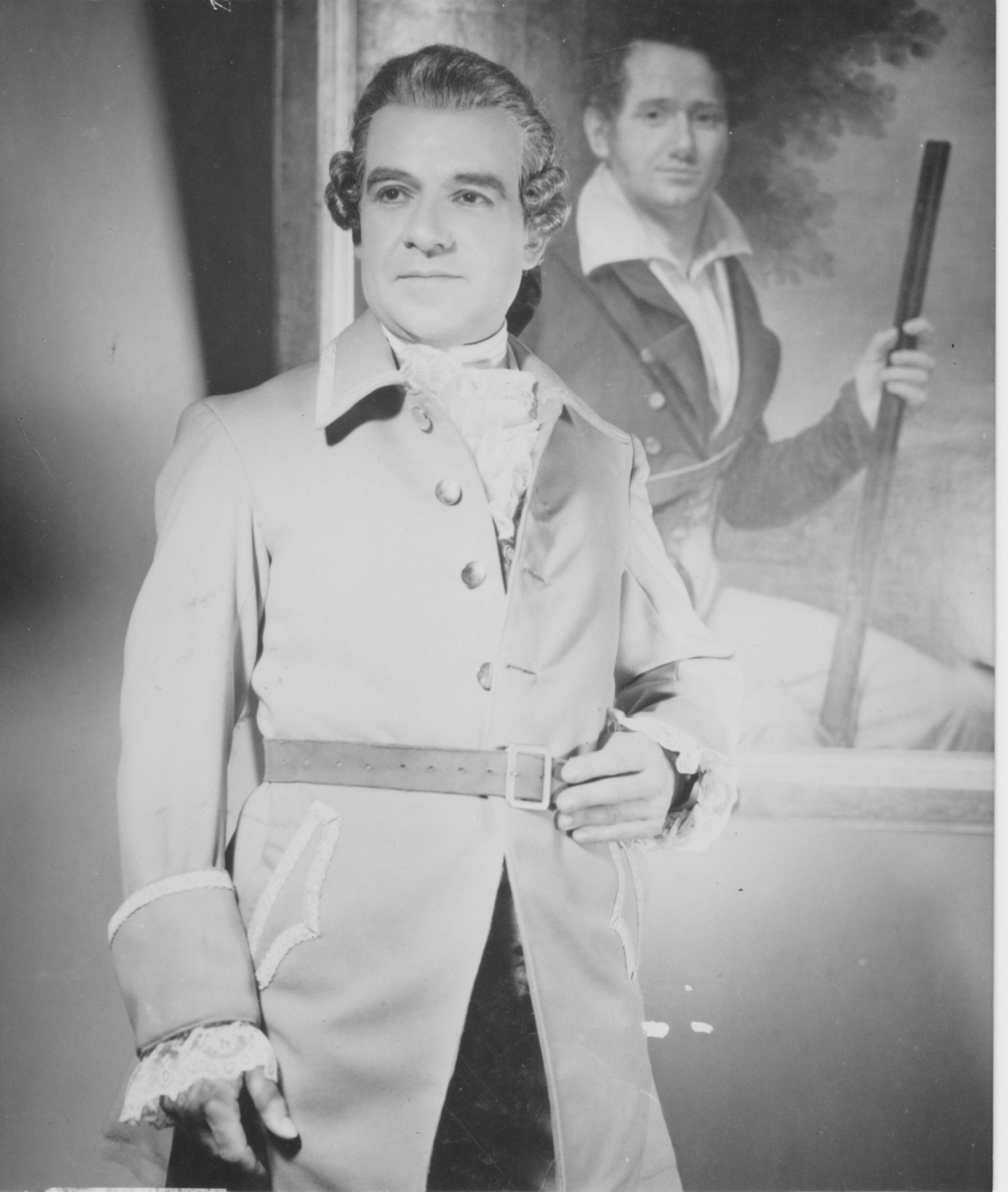
Emile Rousseau dans "Manon" de Jules Massenet

En février 1949, au théâtre municipal d'Orléans (place de l’Étape, aujourd'hui disparu), Émile Rousseau participe à une « conférence variée » présentée par René Berthelot, directeur du Conservatoire d'Orléans et coanimée par la pianiste Suzanne Berthelot. Sont interprétés entre autres: des citations de La Marseillaise, des œuvres autour des amours romantiques, ainsi que des pastiches musicaux.
De 1936 à 1946, il enseigne au Conservatoire d’Orléans, puis à partir de 1958 au Conservatoire national supérieur de musique et de danse de Paris où il formera notamment l'artiste lyrique Jean-Christophe Benoît. Il prend sa retraite en 1971.
Tout au long de sa carrière, il enregistre de nombreux disques 78 tours.
Il est nommé Chevalier dans l'Ordre de la Légion d'Honneur dont il reçoit la distinction des mains de son ami Roger Bourdin.
Il vit par intermittence à La Chapelle-Saint-Mesmin (Loiret) où ses parents se sont installés en 1932 et se produit régulièrement dans l'église Saint-Mesmin et lors des fêtes de quartiers.
Il décède chez lui à Lamotte-Beuvron le 19 mars 1979.

## Sources
- Liste complète de ses œuvres sur le site worldcat.org
- Philippe Barbier et Jean-Dominique Burtin, Orchestre Symphonique d'Orléans, 1921-2021 : Un centenaire tourné vers l'avenir, Fleury les Aubrais, Daniel Plot Editeur, 2022, 127 p. (ISBN 978-2-955 656-56-3).
- Collectif, Bulletins annuels du Groupe d'Histoire Locale, La Chapelle Saint-Mesmin, GHL, depuis 1984 (ISSN 0981-0706).
- Éléments biographiques à consulter sur le site Forgotten opera singers
- Dates clés de sa carrière artistique sur le site artlyriquefr.fr